# Khamgaon
Khamgaon là một thành phố và là nơi đặt hội đồng đô thị (municipal council) của quận Buldana thuộc bang Maharashtra, Ấn Độ.

## Địa lý
Khamgaon có vị trí 20°41′B 76°34′Đ / 20,68°B 76,57°Đ Nó có độ cao trung bình là 323 mét (1059 feet).

## Nhân khẩu
Theo điều tra dân số năm 2001 của Ấn Độ, Khamgaon có dân số 88.670 người. Phái nam chiếm 52% tổng số dân và phái nữ chiếm 48%. Khamgaon có tỷ lệ 76% biết đọc biết viết, cao hơn tỷ lệ trung bình toàn quốc là 59,5%: tỷ lệ cho phái nam là 81%, và tỷ lệ cho phái nữ là 71%. Tại Khamgaon, 13% dân số nhỏ hơn 6 tuổi.